# Ilmenau (flod)
För andra betydelser, se Ilmenau (olika betydelser).
Ilmenau är en 109 kilometer lång biflod till Elbe i det tyska förbundslandet Niedersachsen. Floden avvattnar en yta av 2 984 km² och har en medelvattenföring av 18 m³/s.
Ilmenaufloden är den längsta floden i landskapet Lüneburgheden.

## Geografi
Floden Ilmenau uppstår genom sammanflödet av åarna Gerdau och Stederau söder om staden Uelzen. Därifrån rinner floden huvudsakligen i nordlig riktning och genomflyter städerna Uelzen, Bad Bevensen, Lüneburg och Winsen (Luhe). Vid Winsen mynnar bifloden Luhe ut i Ilmenau och vid ortsdelen Hoopte mynnar floden Ilmenau ut i floden Elbe.